# استرپتوکوک اوبریس
استرپتوکوک اوبریس، گونه‌ای غیر همولیتیک (برخی از سویه‌ها، آلفا همولیتیک هستند) از استرپتوکوک است که مانند استرپتوکوک آگالاکتیه موجب ماستیت در گاوها می‌شود.

## معرفی
استرپتوکوک اوبریس (Streptococcus uberis) یک باکتری گرم‌مثبت، کوکسی‌شکل و فاقد کاتالاز است که معمولاً به صورت زنجیره‌ای مشاهده می‌شود. این باکتری یکی از عوامل اصلی بروز ماستیت (التهاب پستان) در گاوهای شیرده است و در محیط‌های مختلف از جمله خاک، بستر دام، مدفوع و حتی در دستگاه گوارش حیوانات یافت می‌شود.

## ویژگی‌های زیستی[۳][۴]
- شکل و ساختار: کوکسی‌های گرم‌مثبت که به صورت زنجیره‌ای قرار می‌گیرند.
- همولیز: اغلب سویه‌ها آلفا-همولیتیک هستند، اما برخی سویه‌های غیرهمولیتیک نیز وجود دارند.
- گروه لنسفیلد: معمولاً به گروه E تعلق دارند، اما برخی سویه‌ها در گروه‌های G، P یا U نیز قرار می‌گیرند.
- محیط رشد: در محیط‌های غنی از اسکولین رشد کرده و اسکولین را هیدرولیز می‌کنند.

- ژنتیک: ژنوم سویهٔ مرجع 0140J در سال ۲۰۰۹ توالی‌یابی شده و دارای ۱٬۸۵۲٬۳۵۲ جفت‌باز است.

## بیماری‌زایی[۵]
استرپتوکوک اوبریس یکی از عوامل اصلی ماستیت در گاوهای شیرده است. این باکتری می‌تواند ماستیت‌های بالینی و تحت‌بالینی ایجاد کند. عفونت معمولاً از طریق مجرای پستان وارد شده و باعث التهاب بافت پستان می‌شود.

## تشخیص[۶]
- کشت باکتریایی: رشد در محیط‌های خاص با ایجاد کلونی‌های مشخص.
- تست‌های بیوشیمیایی: شامل تست اسکولین و تعیین گروه لنسفیلد.
- تکنیک‌های مولکولی: مانند PCR برای شناسایی دقیق سویه‌ها.

## درمان و پیشگیری
- درمان: استفاده از آنتی‌بیوتیک‌ها مانند پنی‌سیلین، اما مقاومت آنتی‌بیوتیکی در برخی سویه‌ها گزارش شده است.

- پیشگیری: رعایت بهداشت در محل نگهداری دام، استفاده از بسترهای خشک و تمیز، و مدیریت مناسب در دوره‌های خشکی.